# Departamento de M'Bout
M'Bout es un departamento de la región de Gorgol, en Mauritania. En marzo de 2013 presentaba una población censada de 102 502 habitantes. Está formado por las siguientes comunas, que se muestran asimismo con población de marzo de 2013:
- Chelkhet Tiyab 8,306
- Diadjibine Gandéga 10,597
- Edbaye Ehl Guelaye 11,475
- Foum Gleita 22,531
- Lahrach 10,280
- M'Bout 11,407
- Souve 7,296
- Terguent Ehl Moulaye Ely 9,645
- Tikobra 10,965[1]